# Barrage de Tekezé
Le barrage de Tekezé est un barrage voûte en Éthiopie sur le Tekezé. Il a été construit en 2009. Il est haut de 185 m et se situe à environ 1 000 m d'altitude. Il est associé à une centrale hydroélectrique de 300 MW.
Il a été construit en partenariat avec la république populaire de Chine, et la société chinoise China Water Ressources and Hydropower Engineering Corporation et a couté plus de 400 millions de dollars américains.